# January Kołodziejczyk
January Kołodziejczyk (ur. 10 lipca 1889 w Warszawie, zm. 14 marca 1949 w Zalesiu Dolnym k. Warszawy) – polski botanik, dydaktyk, pedagog, profesor Wolnej Wszechnicy Polskiej w Warszawie. Był jednym z inicjatorów utworzenia parku narodowego w Górach Świętokrzyskich. Krąg jego zainteresowań obejmował florystykę, historię botaniki, ochronę przyrody. 
Jest autorem podręczników akademickich, szkolnych książek i artykułów popularnonaukowych.
Spoczywa na cmentarzu Powązkowskim (kwatera 31 wprost-2-13).

## Ordery i odznaczenia
- Złoty Krzyż Zasługi (19 marca 1937)[2]